# مسودة دستور إسبانيا 1873

خريطة للولايات إسبانيا الإتحادية المقترحة سنة 1873 ومستثنى من الخريطة كوبا وبورتوريكو.

كانت النية من مشروع دستور 1873 هو تنظيم الجمهورية الإسبانية الأولى. كتبه بالأساس إميليو كاستيلار وكان يهدف بتحويل إسبانيا من دولة موحدة إلى اتحادية، إلا أن المشروع فشل في الحصول على موافقة البرلمان.
وبعيدا عن مدى قانونية الوثيقة أو عدم قانونيتها التي لم تدخل حيز التنفيذ، إلا أن تلك الوثيقة لها أهمية سياسية، حيث أنها أول اقتراح دستوري في التاريخ السياسي الإسباني يحاول إيجاد حل لقضية أصبحت أكثر خطورة مع مرور الوقت: الحكم الإقليمي للدولة الإسبانية.

## صياغة مسودة الدستور
عدت الموافقة على صياغة مسودة دستور الجمهورية في البرنامج الحكومي الذي قدمه بي مارغال إلى الكورتيس إحدى الأولويات، بحيث تم على الفور انتخاب لجنة مكونة من 25 عضوا لصياغة المشروع. وقد صاغ المسودة أحد الأعضاء وهو «المعتدل» إميليو كاستيلار في أربع وعشرين ساعة واتفقت عليها اللجنة كلها وعرضت على الكورتيس للمناقشة. ولم يرض المشروع الراديكاليين ولا الدستوريين ولا حتى الجمهوريين الاتحاديين «المتعنتين» وهو ماأدى في نهاية المطاف إلى تقديم مشروع قانون دستوري آخر.
عكست مسودة الدستور الاتحادي التي صاغها كاستيلار مفهوم الجمهورية باعتبارها أنسب أشكال الحكومة عند الولوج في الخيارات الليبرالية، لأنه لا يمكن للمرء أن يوفق بين الديمقراطية والنظام الملكي كما أثبتت تجربة «الملكية الديمقراطية» لأماديو الأول. ولكن لكي تكون الجمهورية مقبولة للطبقات المحافظة والوسطى، كان من الضروري وضع حد لما أسماه كاستيلار «الغوغاء الحمراء» التي تخلط بين الجمهورية والاشتراكية. ومن ثم فإن مشروع الدستور الاتحادي المكون من 117 مادة تنظيمية تحت 17 عنوانا هو استمرارا للمبادئ المنصوص عليها في دستور 1869 - فقد حافظ بالأساس على الباب الأول -. كما استندت المسودة إلى الفصل الصارم بين السلطات في جميع الانتخابات. لذلك لن يكون انتخاب الرئيس عن طريق البرلمان ولكن من خلال قوائم انتخابية في كل ولاية إقليمية، الذي من شأنها أن تصوت وتعلن المرشح الذي حصل على الأغلبية المطلقة من الكورتيس -وفي حال عدم وجود الأغلبية سيقوم النواب باختيار المرشح بأكثر عدد من الأصوات. وتتمثل مهمتها في ممارسة ما يسمى ب «قوة العلاقة» بين المؤسسات المختلفة. ومن ناحية أخرى لا يجوز للنواب أو أعضاء مجلس الشيوخ أن يكونوا جزء من الحكومة. أما بالنسبة للسلطة القضائية، فقد أنشئت هيئة المحلفين لجميع أنواع الجرائم. وفيما يتعلق بالهيكل الاتحادي فإن كل إقليم يتمتع «استقلال سياسي ذاتي كامل متوافق مع كيان الأمة»، ويمكن أن يكون لها دستورها الخاص شريطة أن لايتعارض مع الدستور الاتحادي، ولها جمعية تشريعية الخاصة بها. وأخيرا، ستقوم البلديات بانتخاب رؤساء البلديات وأعضاء مجالسها والقضاة بالاقتراع العام.
وكانت أكثر النصوص الدستورية التي تعرضت للنقاش المطول، تلك التي تتحدث عن التقسيم الإقليمي للجمهورية، وتشمل كوبا وبورتوريكو كوسيلة لحل المشكلة الاستعمارية، وأضيف إليها لاحقا القوانين الخاصة التي تنظم حالة الأقاليم خارج إسبانيا:
ستكون لتلك الأقاليم «الاستقلال الاقتصادي والإداري الكامل والاستقلال السياسي المتوافق مع وجود الدولة» بالإضافة «القدرة على منحها دستورا سياسيا» (المادتان 92 و 93).
مشروع الدستور الوارد في الباب الرابع - السلطات التشريعية والتنفيذية والقضائية التقليدية - هي السلطة الرابعة التي يمارسها رئيس الجمهورية.
السلطة التشريعية ستكون في أيدي الكورتيس الاتحادي الذي يتألف من البرلمان ومجلس الشيوخ. والبرلمان هو بيت التمثيل النسبي بحيث ممثل لكل 50000 شخص، وتجدد كل عامين. أما مجلس الشيوخ فهو بيت التمثيل الإقليمي، ينتخب كل برلمان إقليمي أربعة أعضاء لمجلس الشيوخ.
أما السلطة التنفيذية فيمارسها مجلس الوزراء وينتخب رئيس الجمهورية رئيس مجلس الوزراء.
يتألف القضاء في المحكمة الاتحادية العليا من «ثلاثة قضاة لكل اقليم من أقاليم الاتحاد» (المادة 73) ولن تنتخبها السلطة التنفيذية ولا التشريعية. وبالإضافة إلى ذلك، نصت المادة على أن جميع المحاكم تكون جماعية وتفرض عليها هيئة محلفين على جميع أنواع الجرائم.
ويمارس السلطة الحاكمة رئيس الجمهورية الاتحادية الذي تستمر مدة عضويته «أربع سنوات ولا يمكن إعادة تجديدها فورا» كما هو منصوص عليه في المادة 81 من المشروع.
وفيما يتعلق بالحقوق والحريات، فإن المشروع هو استمرار للباب الأول من الدستور الإسباني لعام 1869، على الرغم من أنه أدخل "بعض التعديلات الهامة، مثل الفصل النهائي بين الكنيسة والدولة والحظر الصريح لدعم أي عبادة. وطالبت أيضا بالتصديق المدني على الزواجات والولادات والوفيات وإلغاء سندات النبلاء. وقد أنشئ الحق في تكوين الجمعيات وتنظيمه على نطاق واسع.